# Flunitrazepam
Flunitrazepam, C16H12FN3O3, er et angstdæmpende og beroligende middel, der tilhører gruppen benzodiazepiner. Præparatet blev opfundet i starten af 1960'erne.
Lægemidlet sælges i dag under navnet Flunitrazepam men kendes også som Fluscand eller Rohypnol.
Medicinalvirksomheden Roche besluttede d. 22. januar 2004 at holde op med at sælge Rohypnol i Sverige efter en del grove overfald og voldtægter, hvor offeret har været bedøvet med stoffet. De oplyser dog at man stoppede produktionen pga. manglende salg.